# Ник Диас
Никълъс Робърт Диас (на английски: Nickolas Robert Diaz), известен повече като Ник Диас, е американски професионален майстор на смесени бойни изкуства.
Състезава се в средната категория на Ultimate Fighting Championship (UFC). Диас е бивш шампион на Strikeforce, WEC и IFC в полутежка категория и претендент за титлата на UFC. Състезава се и в Pride FC, EliteXC, DREAM и Shooto.
Ник е по-големият брат на UFC боеца Нейт Диас. Те са най-влиятелните братя в историята на ММА спорта.